# Ізідор Жяк
Ізідор Жяк (словац. Izidor Žiak; *10 лютого 1863, Турчанський Міхал — 25 січня 1918, Банська Бистриця) — словацький письменник, поет, педагог та публіцист. Редактор газети у м. Мартин. Перекладач із американської та української літератур. Перший автор рецепцій творчості Тараса Шевченка у словацькій літературі. Друкувався під псевдонімами: Slovenkin, Som., Somolický, Vrahobor Somolický, V. Somolický.

## Біографія
Народився у родині мельника Яна Жяка. Закінчив католицьку гімназію у Банська Бистриця. Працював вчителем та діловодом у нотарів, кілька років редагував газету у місті Мартин.
До літературної творчості залучений відомим словацьким письменником Яном Ботто. Працював у жанрі поезії, драматургії, публіцистики та літературних перекладів, між іншим першим у Словаччині переклав твори української поета Тараса Шевченка. Літературознавець Лука Луців вважає зусилля Ізідора Жяка з популяризації Шевчнека одним із перших фактів такого роду у мадяризованій Словаччині.
На честь письменника у Братиславі названа вулиця.